# Safety Island
Safety Island (von englisch safety ‚Sicherheit, Geborgenheit‘) ist eine kleine Insel vor der Mawson-Küste des ostantarktischen Mac-Robertson-Lands. Sie liegt 800 m nordwestlich des Landmark Point und 5 km östlich des Kap Daly.
Norwegische Kartografen kartierten sie 1947 anhand von Luftaufnahmen, die im Zuge der Lars-Christensen-Expedition 1936/37 angefertigt worden waren. Der australische Kartograf Robert George Dovers (1921–1981) besuchte sie 1954 mit einer Mannschaft der Australian National Antarctic Research Expeditions. Die Insel verdankt ihren Namen dem Umstand, dass sie bei dieser Forschungsreise als nächstgelegener sicherer Lagerplatz in der Umgebung des Scullin-Monolithen diente.